# Pulau Karimata
Pulau Karimata är en ö i Indonesien.   Den ligger i provinsen Kalimantan Barat, i den västra delen av landet, 600 km norr om huvudstaden Jakarta. Arean är 187 kvadratkilometer.
Terrängen på Pulau Karimata är kuperad. Öns högsta punkt är 991 meter över havet. Den sträcker sig 16,0 kilometer i nord-sydlig riktning, och 21,5 kilometer i öst-västlig riktning.  I omgivningarna runt Pulau Karimata växer i huvudsak städsegrön lövskog.